# 馬努安湖
馬努安湖（Lake Manouane）是加拿大的湖泊，由魁北克省負責管轄，面積448平方公里，是該省第十大湖泊，島嶼面積136平方公里，海拔高度494米，該湖在十一月至六月結冰。